# 斯普林代爾 (內華達州)
斯普林代爾（英語：Springdale）是位於美國內華達州奈縣的鬼鎮。

## 歷史
斯普林代爾的郵局於1907年設立，其後於1912年停運。

## 地理
斯普林代爾所處的海拔為高於海平面1170米（即3839英呎），而該地所採用的時區為UTC-8，即太平洋时区（PST）。同時該地設有夏令時間，為UTC-8調快一小時，即UTC-7（PDT）。